# Stephan Wilhelm Kinsky
Stephan Wilhelm Reichsfürst Kinsky von Wchinitz und Tettau (* 26. Dezember 1679; † 12. März 1749) war ein österreichischer Diplomat. Er war k.k. wirklicher Geheimer Rath und Landmarschall von Böhmen.

## Leben
Stephan Wilhelm erster Reichsfürst von Kinsky war ein Sohn von Wenzel Norbert Octavian Graf Kinsky und dessen erster Ehefrau Anna Franziska geb. Gräfin Martinitz. Nach seiner Schul- und Studienzeit  trat er 1702 in das Militär ein. 1719 avancierte er zum Oberst. Darauf wechselte er in den diplomatischen Dienst.  Stephan Wilhelm Kinsky war vom 20. Juni 1721 bis 28. Juli 1722 Gesandter am Schloss Peterhof und von 27. Januar 1729 bis 16. März 1732 Gesandter am Schloss Versailles. Er erhielt die Ämter eines Oberstlandes-Hofmeisters- und Kämmerers, ferner die Anwartschaft auf die Oberstburggrafen-Würde in Böhmen. Am 1. Januar 1747 wurde er in den Reichsfürstenstand erhoben. Stephan Wilhelm Kinsky heiratete am 25. Februar 1717 Prinzessin Maria Josepha von Dietrichsstein (1694–1758).  Aus der Ehe gingen fünf Kinder hervor. Seine zweite Ehe mit Maria Leopoldine Gräfin Pálffy blieb kinderlos.

## Nachkommen
1. Eugen Franz (1719–1726)
2. Franziska Josepha (*/† 1720)
3. Maria Theresia Josepha Maximiliana (1721–1751), ⚭ Georg Olivier Graf von Wallis
4. Charlotte (1723–1728)
5. Franz Joseph (1726–1752)

## Auszeichnungen
- Ritter des Ordens vom Goldenen Vlies